# گراندکور
شهر گراندکور  در بخش پیرن  در ایالت وو در کشور سوئیس  واقع شده‌است که 700 نفر جمعیت دارد.

## نگارخانه

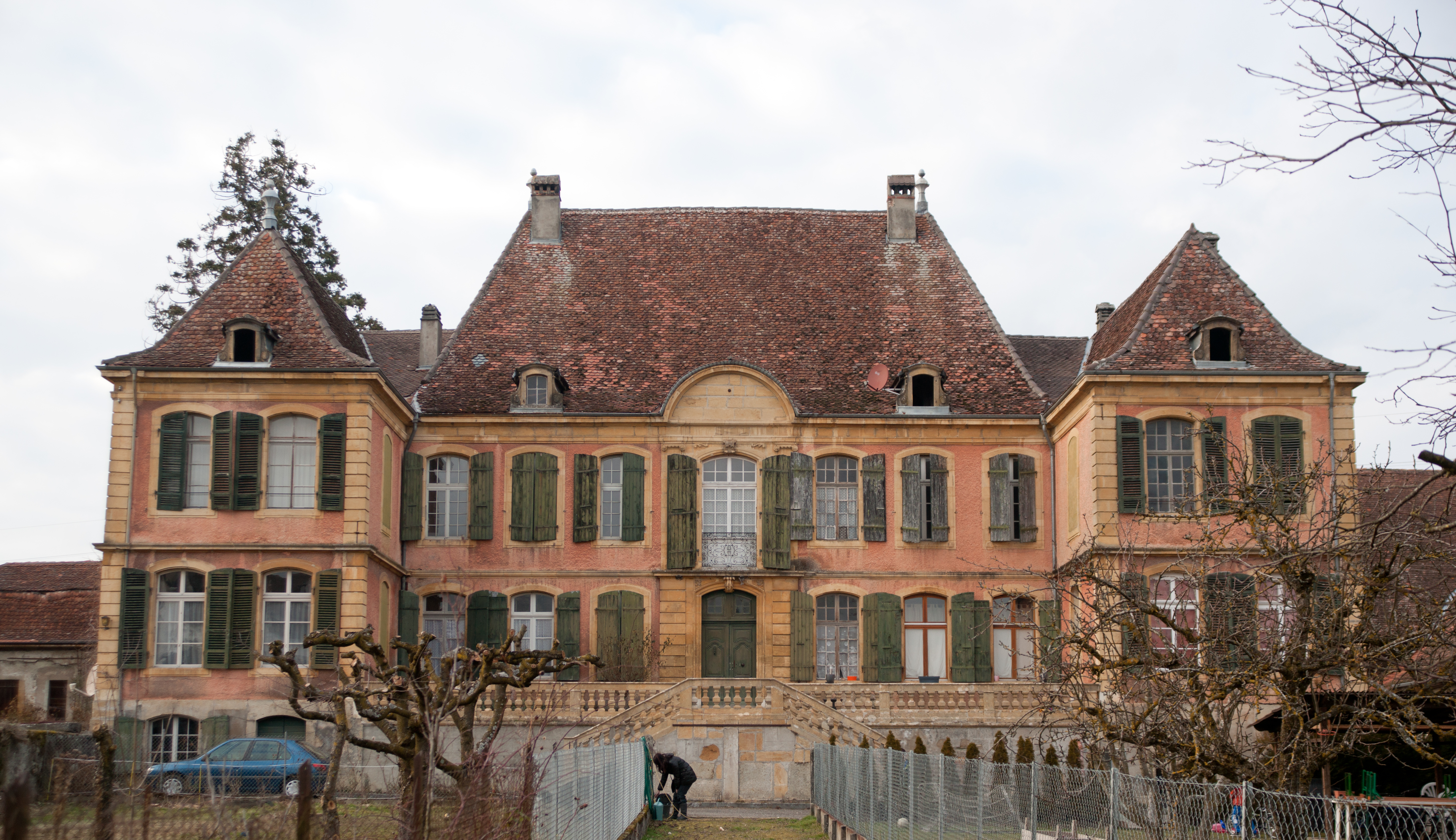
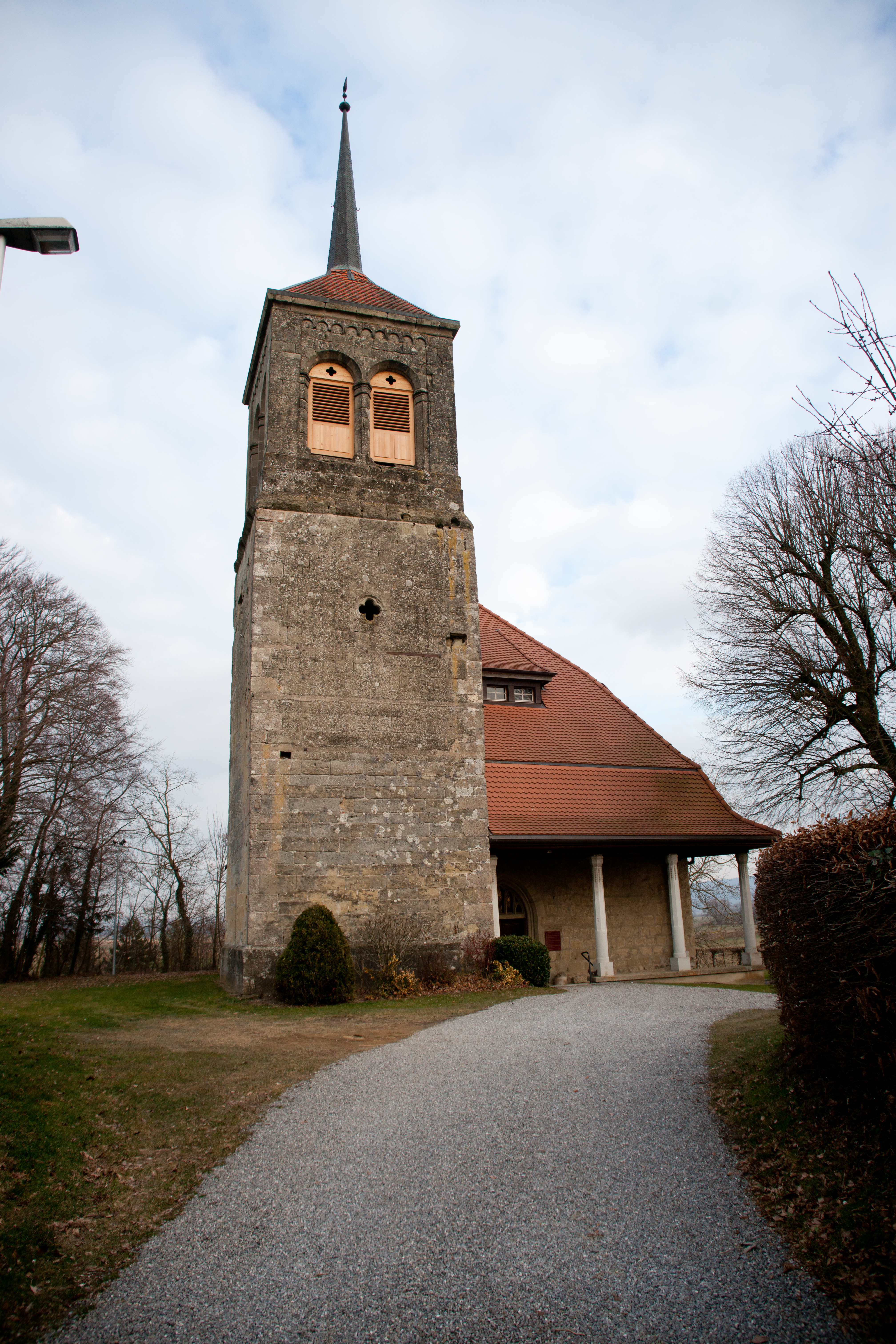